# James Dugdale, II barone Crathorne
Charles James Dugdale, II barone Crathorne (12 settembre 1939), è un nobile inglese.

## Biografia
Era il figlio di Thomas Dugdale, I barone Crathorne, e di sua moglie, Nancy Tennant. Studiò  a Eton College e al Trinity College.

## Carriera
Crathorne lavorò nel dipartimento di pittura impressionista di Sotheby & Co. (1963-1966), dove in seguito divenne assistente del presidente del Parke-Bernet Galleries a New York  (1966-1969). Nel 1969 creò la James Dugdale & Associates, che in seguito divenne James Crathorne & Associates. Nel 1981, tenne una serie di conferenze su "Aspects of England" presso il Metropolitan Museum di New York e nel 1988, fece una serie di conferenze per il bicentenario dell'Australia, parlando del capitano James Cook.
È stato direttore di Blakeney Hotels Ltd (1979-1993), della Woodhouse Securities Ltd (1988-1999) e del Hand Picked Hotels (2000-2001). È stato anche direttore di Cliveden plc (1993-1998) e del Cliveden Ltd (1999).
Nel 1972 Lord Crathorne è diventato un membro della Royal Society of Arts. Dal 1997, Lord Crathorne è stato vice presidente della The Public Monuments and Sculpture Association (PMSA) e dal 1998 presidente della Cleveland Mountain Rescue Team.
Nel 2010 divenne membro The Society of Antiquities.

## Matrimonio
Sposò, l'8 gennaio 1970, Sylvia Mary Montgomery (3 marzo 1942-24 settembre 2009), figlia di Arthur Herbert Montgomery. Ebbero tre figli:
- Lady Charlotte Patricia Dugdale (11 dicembre 1972)
- Lord Thomas Arthur John Dugdale (30 settembre 1977)
- Lady Katharine Feodora Nicola Dugdale (1980)

## Opere
- Edouard Vuillard Purnell (1967)
- Tennant's Stalk (1973)
- A Present from Crathorne (1989)
- Cliveden, the Place and the People (1995)
- The Royal Crescent Book of Bath (1998)
- Parliament in Pictures (1999)